# Щенятевы
Щеня́тевы — угасший княжеский род, существовавший в XVI веке, ветвь князей Патрикеевых, Гедиминовичи. 
Род внесён в Бархатную книгу

## Происхождение и история рода
Родоначальник — Даниил Васильевич Щеня  (ум. после 1515), второй сын рано умершего Василия, одного из сыновей московского боярина Юрия Патрикеевича, потомка князя Гедимина в четвёртом колене, который выехал в Московское княжество и стал боярином великого князя Дмитрия Ивановича Донского. Сам Даниил — боярин во время правления Ивана III и Василия III, знаменитый воевода, участвовавший в войнах против Великого княжества Литовского. Он был женат на дочери князя Ивана Васильевича Горбатого и от этого брака он оставил единственного сына Михаила (ум. 1534). Как и отец, Михаил был боярином и воеводой во время правления Василия III. На дочери Михаила был женат князь Иван Фёдорович Бельский. Кроме дочери, у Михаила было двое сыновей — Василий (ум. 1547) и Пётр (ум. 1568). Василий в 1547 году стал боярином, но вскоре умер бездетным.
Пётр участвовал в борьбе за власть между различными боярскими группировками во время малолетства Ивана IV Грозного. Как и старший брат он в 1547 году получил чин боярина. Пётр был воеводой во время многих походов. В 1568 году по подозрению в заговоре князя Владимира Андреевича Старицкого Пётр был казнён вместе с женой и неизвестным по имени сыном. С его смертью род князей Щенятевых угас.